# 理想・MEGA
理想MEGA（中：理想MEGA、英：Li auto MEGA）は、理想汽車が製造・販売するBEVのミニバン（MPV）である。同社初のBEVモデルにあたる。

## 年表
2023年4月18日、上海モーターショーにおいて、理想汽車と車載電池メーカーのCATLは包括的な戦略的協力協定を締結し、Li Autoの最初のBEVモデルにCATLの4C麒麟電池を搭載することを発表していた。
11月17日、広州モーターショーで理想汽車は同社初の純粋なEV「MEGA」の量産と納車を来年2月に開始すると発表した。ミニバンの投入も同社初となり、家庭需要増をにらみ、「50万以上の家庭で第一の選択肢となる」ことを目標とした。
発売が延期されたのち、翌24年3月1日に発売され、同11日から納車が始まった。

## 仕様
理想MEGAは、102.7kWhのCATL製「麒麟電池」が搭載されており、全電気航続距離は710kmになる。800V高電圧システムと組み合わせることで5Cの超高速充電をサポートし、急速充電の出力は500kWまで対応、理論上はわずか9分半で400km走行分、22分で600km走行分を充電できると説明される。
サスペンションには、ダブルウィッシュボーン（フロント）とリアマルチリンク（リア）が採用され、連続ダンパー制御付きエアサスペンションも装備されている。
空気抵抗を意識した流線型フォルムにより、空気抵抗を示すCd値はわずか0.215で、量産ミニバンの中で最も低いとされる。このミニバンは、5.5秒で時速100kmに達することができる。